# Michael Oliver
Michael Oliver (Ashington, 1985. február 20. –) angol nemzetközi labdarúgó-játékvezető. Polgári foglalkozása profi labdarúgó játékvezető.

## Pályafutása

### Nemzeti játékvezetés
Édesapja is bíró volt, javaslatára vizsgázott játékvezetésből 1999-ben. Előrehaladására jellemző, hogy a legfiatalabb bíró, aki a Wembley Stadionban szolgált. A Football League legfiatalabb asszisztense, játékvezetője. A Premier League legfiatalabb negyedik játékvezetője, illetve játékvezetője lett. 2010. augusztus 21-én 25 évesen és 182 naposan előzte meg Stuart Attwell bírót, a régi címvédőt, 2003-tól minősített hivatalnok. 2007-ben országos bíró, 2010-ben Premier Liga játékvezető.

#### Nemzeti kupamérkőzések

##### League Kupa
2009-ben a kupa-döntő első elődöntő mérkőzését vezette, másnap édesapja a második elődöntő mérkőzését irányította.

### Nemzetközi játékvezetés
Az Angol labdarúgó-szövetség Játékvezető Bizottsága (JB) terjesztette fel nemzetközi játékvezetőnek, a Nemzetközi Labdarúgó-szövetség (FIFA) 2012-től tartotta nyilván bírói keretében. Több nemzetek közötti válogatott és klubmérkőzést vezetett. FIFA JB besorolás szerint 2. kategóriás bíró. Az angol nemzetközi játékvezetők rangsorában, a világbajnokság-Európa-bajnokság sorrendjében többedmagával a 38. helyet foglalja el 1 találkozó szolgálatával.
Válogatott mérkőzéseinek száma: 3.

#### Világbajnokság
A világbajnoki döntőhöz vezető úton Brazíliába a XX., a 2014-es labdarúgó-világbajnokságra a FIFA JB bíróként alkalmazta.

##### Selejtező mérkőzés
| Időpont           | Helyszín               | Mérkőzés típusa          | Mérkőzés           | Eredmény | Nézők száma |
| ----------------- | ---------------------- | ------------------------ | ------------------ | -------- | ----------- |
| 2013. március 22. | Dubňom Stadion, Žilina | előselejtező (G csoport) | Szlovákia–Litvánia | 1 – 1    | 4560        |

##### Európa-bajnokság
Litvánia rendezte a 2013-as U19-es labdarúgó-Európa-bajnokság, ahol az UEFA JB játékvezetőként foglalkoztatta.
| Időpont          | Helyszín                  | Mérkőzés típusa       | Mérkőzés             | Eredmény |
| ---------------- | ------------------------- | --------------------- | -------------------- | -------- |
| 2013. július 23. | Városi Stadion, Alytus    | selejtező (A csoport) | Hollandia–Portugália | 1 – 4    |
| 2013. július 20. | ARVI Stadion, Marijampolė | selejtező (B csoport) | Szerbia–Törökország  | 2 – 1    |
| 2013. július 29. | Városi Stadion, Alytus    | egyik elődöntő        | Szerbia–Portugália   | 2 – 2    |

## Külső hivatkozások
- Michael Oliver. World Referee. [2016. március 4-i dátummal az eredetiből archiválva]. (Hozzáférés: 2013. augusztus 27.)
- Michael Oliver. footballzz.com. (Hozzáférés: 2013. augusztus 27.)
- Michael Oliver. football-lineups.com. (Hozzáférés: 2013. augusztus 27.)
- Michael Oliver. eu-football.info. (Hozzáférés: 2013. augusztus 27.)